# Miratovac
Miratovac (en serbe cyrillique : Миратовац ; en albanais :( Miratoc)une localité de Serbie située dans la municipalité de Preševo, district de Pčinja. En 2002, elle comptait 2 774 habitants, dont une majorité d'Albanais.
Miratovac est officiellement classé parmi les villages de Serbie. Une partie des habitants de ce village vit dans la ville de Huy, en Belgique.
En septembre 2011, l'assemblée des députés albanais de Preševo, Bujanovac et Medveđa a incité les Albanais de Serbie à boycotter le recensement prévu pour le mois d'octobre de cette année-là ; de ce fait, aucun chiffre de population n'a été communiqué pour les localités de la municipalité de Preševo.

## Démographie

### Évolution historique de la population
| 1948  | 1953  | 1961  | 1971  | 1981  | 1991  | 2002  |
| ----- | ----- | ----- | ----- | ----- | ----- | ----- |
| 1 935 | 2 026 | 2 318 | 2 544 | 2 872 | 3 072 | 2 774 |

|  |

En 2012, la population de Miratovac était estimée à 2 658 habitants.